# Хайерсдорф
Хайерсдорф (нем. Heyersdorf) — община в Германии, в земле Тюрингия. 
Входит в состав района Альтенбург.  Население составляет 154 человека (на 31 декабря 2010 года). Занимает площадь 3,78 км².